# Newell Sanders

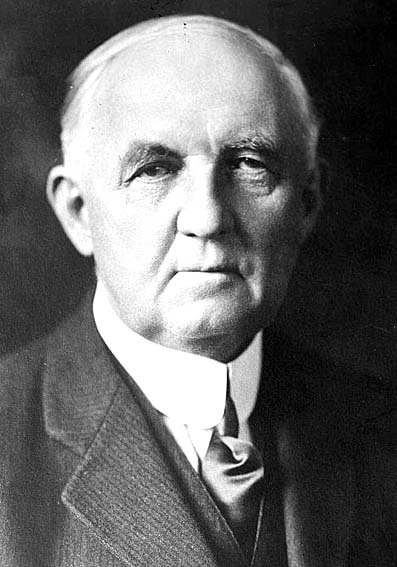
Newell Sanders

Newell Sanders (* 12. Juli 1850 im Owen County, Indiana; † 26. Januar 1939 in Lookout Mountain, Tennessee) war ein US-amerikanischer Politiker der Republikanischen Partei. Er gehörte von 1912 bis 1913 dem US-Senat als Vertreter des Bundesstaates Tennessee an.
Nach Abschluss seiner Schulausbildung besuchte Newell Sanders die Indiana University in Bloomington und graduierte dort im Jahr 1873. Danach eröffnete er ein Buchgeschäft, das er bis 1877 führte. In diesem Jahr zog er nach Chattanooga, wo er sich in der Produktion von Farmbedarf betätigte. Von 1881 bis 1882 gehörte er der städtischen Schulbehörde an, zwischen 1882 und 1886 war er Beigeordneter des Ortes. Er war außerdem Mitglied im Leitungsgremium der Nashville, Chattanooga and St. Louis Railway, der ältesten Eisenbahngesellschaft von Tennessee.
Als US-Senator Robert Love Taylor, ein Demokrat, am 31. März 1912 starb, wurde Newell Sanders durch Tennessees republikanischen Gouverneur Ben W. Hooper als dessen kommissarischer Nachfolger bestimmt. Er leistete am 11. April 1912 seinen Amtseid als Senator und verblieb bis zum 24. Januar 1913 im Kongress. An diesem Tag löste ihn der bei der Nachwahl siegreiche Demokrat William R. Webb ab. Sanders trat nicht zur Wiederwahl an; da die Senatoren zu diesem Zeitpunkt noch von den Staatsparlamenten gewählt wurden und in Tennessee die Demokraten die Mehrheit hatten, wäre dies auch nahezu aussichtslos gewesen. Während seiner kurzen Zeit im Senat war er Ausschussvorsitzender des Committee on National Banks.
In der Folge ging Newell Sanders wieder seiner Tätigkeit als Geschäftsmann nach. Allerdings strebte er 1922 – mittlerweile galt der 17. Verfassungszusatz, wonach die Senatoren vom Volk gewählt wurden – eine Rückkehr in den Senat an. Gegen den demokratischen Amtsinhaber Kenneth McKellar kam er auf 32 Prozent der Stimmen. Sanders war damit der letzte republikanische Senator aus einem ehemaligen Konföderierten-Staat bis 1961, als John Tower in Texas die Wahl für sich entschied. In Tennessee wurde erst 1967 wieder mit Howard Baker ein Republikaner gewählt.